# Curridabat
Curridabat – miasto w Kostaryce, w prowincji San José. Zamieszkuje je 36 200 osób (2006). Miasto jest ośrodkiem przemysłu spożywczego i włókienniczego.

## Transport

### Transport drogowy
Przez Curridabat biegną następujące drogi krajowe:
- Droga krajowa nr 2
- Droga krajowa nr 210
- Droga krajowa nr 211
- Droga krajowa nr 215
- Droga krajowa nr 221
- Droga krajowa nr 251
- Droga krajowa nr 252